# 西武園線
西武園線（日语：／ Seibuen sen */?），是一條連結東京都東村山市東村山站和西武園站，屬於西武鐵道的鐵路線。車站編號使用的路線記號為SK。

## 路線資料
- 路線距離（營業距離）：2.4公里
- 軌距：1067毫米
- 站數：2個（包括起終點站）
- 複線路段：沒有（全線單線）
- 電氣化路段：全線（直流1500V高架電纜）

## 使用車輛
- 101系（日语：西武101系電車） - 只限一人控制的改造車輛，但通常仍有司機在席處理乘務。過去的主力車輛。
- 2000系、新2000系（日语：西武2000系電車） - 現時的主力車輛。基本的新2000系4節為來回使用。
- 20000系（日语：西武20000系電車） - 只限直通新宿線。2011年12月30日以後停止直通西武園線。
- 30000系（日语：西武30000系電車） - 同上。2011年12月30日以後停止直通西武園線。

## 車站列表
- 兩站均位於東京都東村山市。
- 只限各站停車運行。
- 車站編號至2013年3月為止依次引入。[1]

| 車站編號 | 中文站名 | 日文站名 | 英文站名 | 累計距離 | 接續路線                                         |
| -------- | -------- | -------- | -------- | -------- | ------------------------------------------------ |
| SK05     | 東村山   |          |          | 0.0      | 西武鐵道： 新宿線（SS21）、 國分寺線（設有直通） |
| SK06     | 西武園   |          |          | 2.4      |                                                  |

## 腳注
1. ↑  西武線全駅で駅ナンバリングを導入しますPDF - 西武鉄道、2012年4月25日閲覧。

## 關連項目
- 村山線（日语：西武村山線） - 此線的母體「箱根崎線」的正式名稱